# 洪埠乡
洪埠乡，是中华人民共和国河南省信阳市固始县下辖的一个乡镇级行政单位。

## 行政区划
洪埠乡下辖以下地区：
街道社区、洪埠村、新房村、马埠村、任营村、谷圩村、何圩村、范郢村、何寨村、迎水村、桃花村、双沟村、大觉村、代店村、倪岗村、黄港村、高皇村、团店村、段岗村和龙港村。